# Gorka Álvarez
Gorka Álvarez Martínez (Sestao, Vizcaya, 2 de agosto de 1988) es un politólogo y político español de ideología nacionalista vasca.
Desde 2017 es diputado del Parlamento Vasco. También es concejal del Ayuntamiento de Sestao desde 2015 y el portavoz del Grupo Municipal EAJ-PNV en el ayuntamiento desde 2023.
Anteriormente fue también miembro de la Junta de Gobierno Local como concejal delegado de Cultura, Euskera y Deportes del Ayuntamiento de Sestao (2015-2019) y portavoz del grupo municipal de EAJ-PNV (2019-2023).

## Biografía
Nació el 2 de agosto de 1988 en Sestao. De familia trabajadora de Sestao, se afilió al EAJ-PNV en verano del 2007.
Estudió en el colegio Begoñako Andra Mari-La Salle de Sestao. Luego estudió en el instituto público IES Minas BHI de Baracaldo donde hizo el bachillerato.
Se licenció en Ciencias Políticas y de la Administración, especializándose en la rama de Análisis Político, por la Universidad del País Vasco.
Posteriormente, ha cursado estudios de especialista en Comunicación Política e Institucional en la Universidad Católica San Antonio de Murcia.

## Trayectoria política
Comenzó su andadura política como miembro de la Junta Municipal de EAJ-PNV en Sestao en 2014.
En 2015 fue elegido concejal de EAJ-PNV en el Ayuntamiento de Sestao, siendo miembro de la Junta de Gobierno Local como concejal delegado de Cultura, Euskera y Deportes del consistorio.
El 12 de abril de 2017 recoge su credencial como miembro del Parlamento Vasco en sustitución de Gotzone Sagardui, mientras que toma posesión de su cargo en el Pleno celebrado el 27 de abril. En esta legislatura es miembro de tres comisiones: Educación; Empleo, Políticas Sociales y Juventud; e Instituciones, Seguridad y Gobernanza Pública.
Tras las elecciones municipales del 26 de mayo de 2019, es nombrado Portavoz y Coordinador del Equipo de Gobierno Local del Ayuntamiento de Sestao, y tras la reestructuración sufrida en enero de 2020 por la dimisión de una concejala del Equipo de Gobierno, asume las funciones de Concejal de Contratación.
En las elecciones al Parlamento Vasco de 2020 es elegido como parlamentario por la circunscripción de Vizcaya, siendo nombrado para la XII Legislatura: Presidente de la Comisión de Educación; vocal de la comisión de Instituciones, Gobernanza Pública y Seguridad; y vocal de la Comisión de Comercio, Consumo y Turismo.
Destaca su participación como Presidente de la Ponencia para definir las bases del acuerdo sobre el futuro Sistema Educativo Vasco, donde asumió la redacción del primer borrador de conclusiones que serviría de base para culminar con el histórico acuerdo del Pacto Educativo Vasco que sentará las leyes de la futura Ley del Sistema Educativo Vasco.